# David Hoeufft

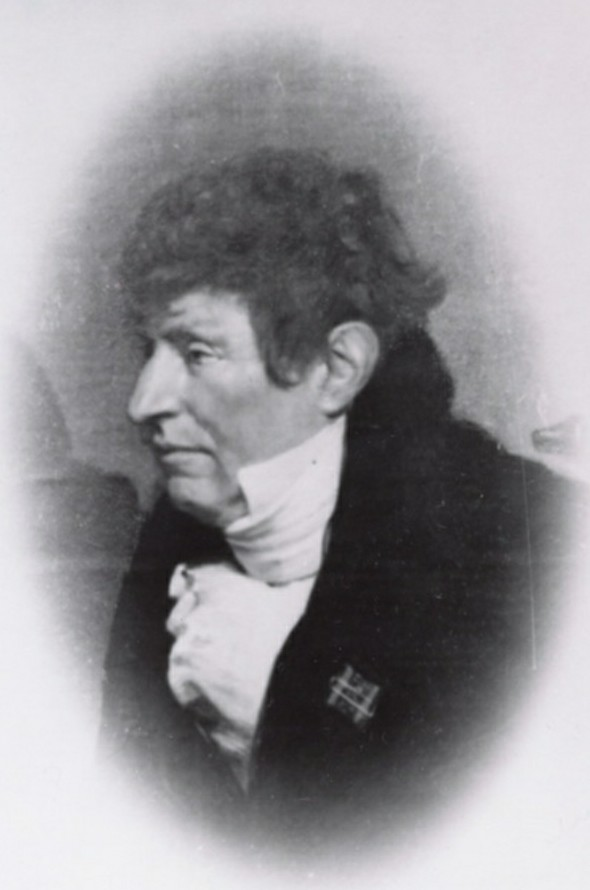
David Hoeufft (1819)

David Hoeufft (Haarlem, 25 november 1762 - aldaar, 25 mei 1836) was onder andere burgemeester van Haarlem.

## Familie
Hoeufft, lid van de regentenfamilie Hoeufft, was een zoon van mr. Jan Diederik Pauw Hoeufft, heer van Buttingen, enz. (1730-1792), burgemeester van Haarlem, en Marie Susanne Silvestre (1723-1799). Hij trouwde in 1785 met de Haarlemse Eva Jacoba Gerlings (1764-1843) uit welk huwelijk drie kinderen werden geboren. Zijn oudste zoon jhr. Jan Diederik (1786-1858) was vanaf 1836 lid van de gemeenteraad en wethouder van Haarlem.

## Loopbaan
Hoeufft werd vanaf 1785 schout en secretaris van Schoten enz. Vanaf 1796 (tot zijn overlijden) was hij secretaris van de weeskamer van Haarlem, vanaf 1815 vrederechter en vanaf 1814 burgemeester van zijn geboortestad; hij bleef burgemeester tot zijn overlijden. In 1815 was hij buitengewoon lid van de dubbele Staten-Generaal der Verenigde Nederlanden (8 - 19 augustus 1815) voor de goedkeuring van de grondwet van 1815. Vanaf 1815 was hij lid van provinciale staten van Holland. Hij werd bij Koninklijk Besluit van 15 april 1815 verheven in de Nederlandse adel en was vanaf 1818 lid van de ridderschap van Holland.
- Biografisch Portaal: 99146426
- Digitale Bibliotheek voor de Nederlandse Letteren: hoeu003
- International Standard Name Identifier: 0000 0003 9159 5291
- Nederlandse Thesaurus van Auteursnamen: 273860712
- Parlement.com: vg09llrhauzm
- Virtual International Authority File: 285421328
- WorldCat: E39PBJhxpv8b6QCrv4b8p8rpfq